# 조석래
조석래(趙錫來, 1935년 11월 19일~2024년 3월 29일)는 대한민국의 기업인이다. 2007년부터 2011년 2월까지 전국경제인연합회 회장을 역임하였으며, 효성그룹의 제2대 회장을 지냈다. 그의 동생인 조양래는 한국타이어의 회장으로 있다.
1935년 11월 19일 경상남도 함안군에서 출생했다. 이후 군북국민학교를 다니다 5학년때 서울재동국민학교로 전학했다. 경기중학교를 거쳐 경기고등학교에 진학하여 1학년을 마치고 일본으로 건너가 1955년 일본 히비야(日比谷) 고등학교를 졸업하고 와세다 대학에 진학한다. 이후 미국 일리노이 공과대학교에 입학, 화학공학 석사학위를 취득하였다.
1966년 박사 학위 과정을 준비 중이던 조석래는 아버지 조홍제의 부름을 받고 귀국, 기업 경영에 참여하게 된다. 이후, 귀국한 그 해부터 동양나이론 울산공장 건설을 지휘했다. 1973년에 동양폴리에스터를 설립하였다.
1970년대에 들어 대한민국의 중화학공업 육성 정책에 부응하여 1975년 한영중공업을 인수, 효성중공업으로 새롭게 출범 시켜 중전기기와 산업기계를 국산화하고 양산하도록 했다. 1980년대에는 화섬 산업에서 쌓아온 노하우를 바탕으로 석유화학 분야에 많은 투자를 하게 된다. 이와 함께 금융자동화기기와 중대형 컴퓨터를 비롯한 하드웨어 사업과 소프트웨어 개발 사업에 참여하여, 정보통신 분야에 진출하였다.
1997년 12월 효성그룹의 전 조직을 퍼포먼스 유니트(Performance Unit) 체제로 바꾸고 PU별 책임 경영체제를 구축하는 한편, 1998년 11월에는 효성T&C, 효성생활산업, 효성중공업, 효성물산 등 주력 4사를 합병하고 비핵심 계열사 및 사업부문을 매각하는 등 혁신적인 구조조정을 단행하였다.
2002년 5월 말레이시아 쿠알라룸푸르에서 개최된 태평양경제협의회 총회에서 회장에 선임되어 활동했다. 이 밖에도 한미재계회의 위원장, 한일경제협회 회장 등을 맡고 있으며, 와세다 대학 한국동창회장과 미국 일리노이공과대학교 재단 이사, 한국동창회 명예회장 등을 맡고 있다. 또한 전국경제인연합회 회장에 선임되었다.
1971년 수출유공 대통령 표창, 1987년 금탑산업훈장을 받았으며, 1994년 한국경영자 대상, 2000년 일리노이공과대학(IIT) 국제지도자상을 수상하고, 2009년 일본 정부 욱일대수장을 수훈하였으며, 2005년 일본 와세다대학 명예공학박사, 2013년 일리노이 공과대학(IIT) 명예공학박사학위를 받았다.

## 학력
- 히비야고등학교 졸업
- 와세다 대학교 공학 학사
- 일리노이 공과대학교 대학원 화학공학 석사

### 명예 박사 학위
- 와세다 대학교 공학 명예박사
- 일리노이 공과대학교 공학 명예박사

## 경력
- 1966년 11월~1970년 동양나이론 상임 감사, 상무이사, 전무이사
- 1970년 5월~1985년 2월 동양나이론 대표이사 사장
- 1973년 5월~1980년 동양폴리에스터 대표이사 사장
- 1975년 10월~1980년 효성중공업 대표이사 사장
- 1975년 한국엔지니어클럽 화공분과 회원
- 1976년 12월~1982년 2월 효성물산 대표이사 사장
- 1976년 12월 한-덴마크경협위원회 회장
- 1980년 10월~1983년 8월 대한배구협회 회장
- 1981년 2월 효성중공업 회장
- 1981년 한-스페인협회 회장
- 1981년 11월 아시아배구연맹 부회장
- 1982년 3월 효성그룹 회장
- 1984년 1월 동양학원 이사장
- 1987년 2월 전국경제인연합회 부회장
- 1988년 한일21세기위원회 위원
- 1989년 12월~2005년 2월 한일경제협회 부회장
- 1991년 3월~2000년 한미경제협회 부회장
- 1991년 하나은행 비상근이사
- 1991년 1월~1993년 5월 제26차 PBEC 서울총회 조직위원장
- 1992년 한중경제협회 부회장
- 1993년 3월~1997년 4월 한국경제연구원 원장
- 1993년 12월 한일포럼 운영위원
- 1994년 일본 와세다대학교 한국동창회 회장
- 1994년 미국 일리노이공과대학교 한국동창회 명예회장
- 1994년 4월~1999년 4월 태평양경제협의회(PBEC) 한국위원장
- 1995년 6월~1998년 4월 한강포럼 회장
- 1997년 8월 연세대 국제대학원 지역학분야 특임초빙교수
- 1998년 3월~1999년 12월 한국종합기술금융 등기 이사
- 1998년 5월~1999년 4월 태평양경제협의회(PBEC) 전략위원장
- 1999년~ 한강포럼 명예회장
- 1999년 5월~2002년 5월 태평양경제협의회(PBEC) 부회장
- 2000년 4월 한미재계회의 위원장
- 2002년 5월~2004년 태평양경제협의회(PBEC) 국제회장
- 2004년 태평양경제협의회(PBEC) 명예회장
- 2004년 2월~2016년 12월 효성 대표이사 회장
- 2005년 2월~2008년 2월 제9대 한일경제협회 회장
- 2005년 3월 한일산업기술협력재단 이사장
- 2007년 3월 제31대 전국경제인연합회 회장
- ~2011년 2월 제32대 전국경제인연합회 회장
- 2008년 2월 제10대 한일경제협회 회장
- ~2014년 2월 제11대 한일경제협회 회장
- 2017년 1월~2017년 7월 효성 대표이사

## 수상
- 1971년 대통령표창(수출유공)
- 1972년 석탑산업훈장
- 1974년 동탑산업훈장
- 1976년 공장새마을운동 대통령표창
- 1980년 덴마크 다네브로그훈장
- 1982년 체육포장
- 1987년 금탑산업훈장
- 1994년 한국의 경영자상
- 1995년 미국 일리노이공과대학 올해의 자랑스런동문상
- 1996년 청소년 대훈장
- 2000년 미국 일리노이공과대학 우수동문상, 국제지도자상
- 2009년 일본 욱일대수장
- 2009년 매경이코노미 선정 올해의 CEO

## 가족 관계
- 아버지: 조홍제(1906년 5월 20일~1984년 1월 16일)
- 어머니: 하종옥(1906년~1978년)
- 배우자: 송광자(1946년~)
  - 장남: 조현준(1968년 1월 16일~)
    - 첫째 며느리: 이미경

  - 차남: 조현문(1969년 3월 7일~)
  - 삼남: 조현상(1971년~)